# Muhlenberg-Legende

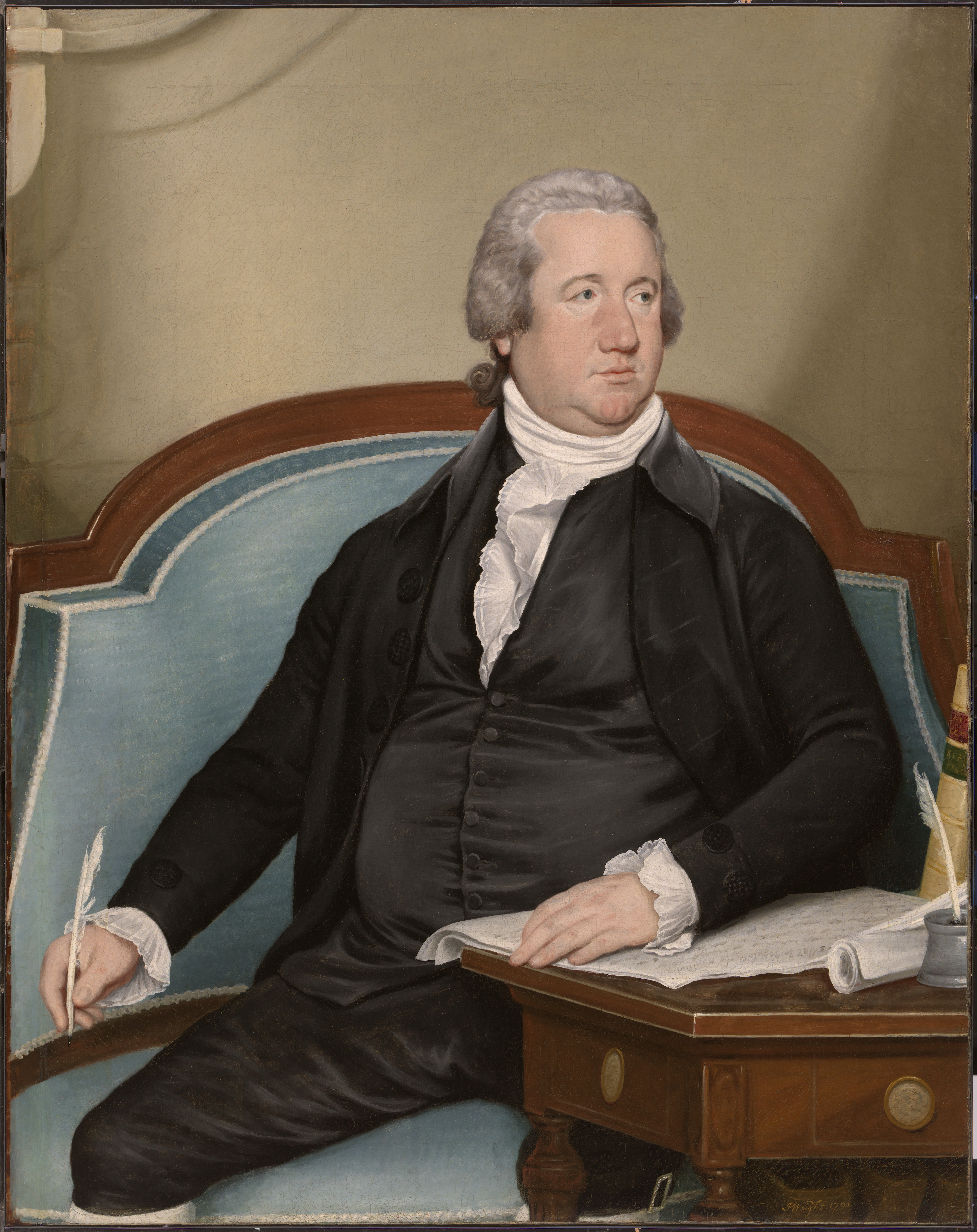
Frederick Muhlenberg (1790)

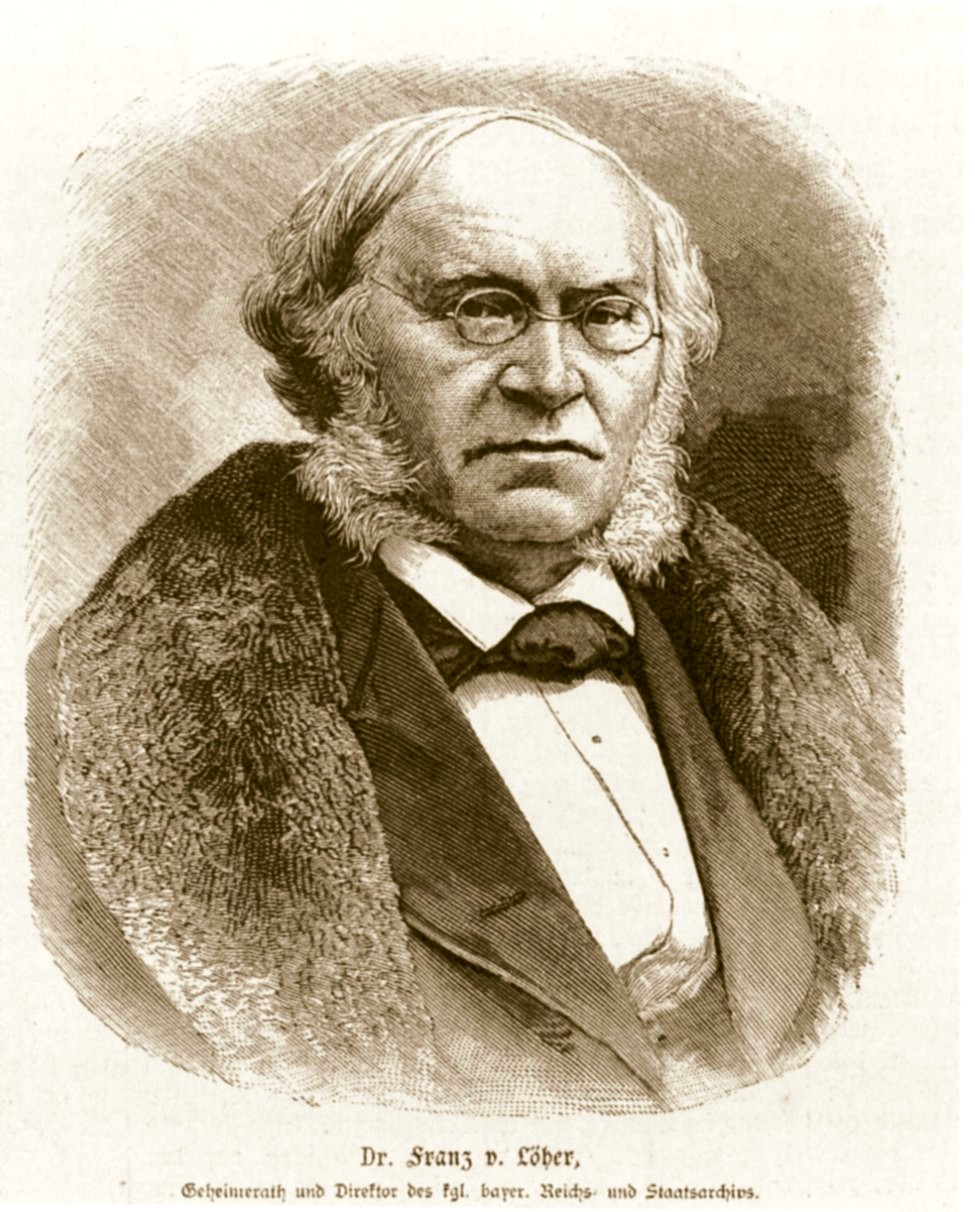
Franz von Löher (1818–1892)

Als Muhlenberg-Legende wird die Legende bezeichnet, nach der es zur Zeit der Gründung der Vereinigten Staaten von Amerika eine Gesetzesvorlage gegeben haben soll, Deutsch als offizielle Landessprache in Pennsylvania einzuführen. Das Gesetz soll an einer einzigen Stimme gescheitert sein, nämlich am Widerspruch des Deutschamerikaners Muhlenberg. Die Muhlenbergs waren eine in der US-amerikanischen Politik sehr bekannte Familie deutscher Abstammung. Die Legende wurde daher mit der Person des Sprechers des Repräsentantenhauses Frederick Muhlenberg (1750–1801) verknüpft. 
Das Gerücht entstand um 1840 und fand durch Franz von Löhers 1847 veröffentlichtes Buch Geschichte und Zustände der Deutschen in Amerika weite Verbreitung. Löher schildert darin, dass bei einer Abstimmung, ob Deutsch die Amtssprache in Pennsylvanien werden solle, die Stimmen gleich gefallen seien. Der Sprecher des Landtags, ein Mühlenberg, habe durch seine Stimme den Ausschlag für das Englische gegeben. Er soll dazu erklärt haben: „Je schneller die Deutschen Amerikaner werden, desto besser.“

## Hintergründe
Die Vereinigten Staaten waren aus englischen Kolonien hervorgegangen. Gerichts- und Verwaltungssprache war Englisch. Deutsch und weitere Sprachen wurden im privaten und im kirchlich-öffentlichen Bereich häufig verwendet. Der Anteil der deutschsprachigen Einwanderer in den Vereinigten Staaten lag um 1830 bei einem Drittel in Pennsylvania und bei knapp neun Prozent in den gesamten USA. Es hat in den USA auf Bundesebene niemals eine Abstimmung über eine Amtssprache stattgefunden. Daher sind die Vereinigten Staaten eines der wenigen Länder ohne De-jure-Amtssprache (wobei als De-facto-Amtssprache Englisch fungiert). Besonders in jüngerer Zeit haben allerdings etliche Gliedstaaten Englisch als Amtssprache definiert (vgl. Amtssprachen in den US-Bundesstaaten).

## Ursprung der Legende
Von Löher nennt keine Quellen für seine Geschichte. Frederick Muhlenberg (1750–1801) war 1780–83 Mitglied und Sprecher der pennsylvanischen Landesversammlung, 1787 Präsident des pennsylvanischen Konvents zur Ratifizierung der Bundesverfassung sowie 1789–97 Mitglied des Repräsentantenhauses im Bundeskongress und in den Jahren 1789–91 und nochmals 1793–95 Sprecher des Repräsentantenhauses. Muhlenbergs entscheidende Stimme für den Jay-Vertrag mit dem Königreich Großbritannien im Jahr 1794 verursachte soviel böses Blut, dass sein eigener Schwager Bernard Schaeffer zwei Tage nach der Ratifikation des Vertrags mit dem Messer auf ihn einstach und dass er 1796 nicht wieder in den Kongress gewählt wurde. General Peter Muhlenberg (1746–1807), dessen Bruder, war gleichfalls Kongressabgeordneter und befürwortete die Einführung des Englischen anstelle des Deutschen als Kirchensprache in der Evangelisch-Lutherischen Gemeinde in Philadelphia gegen Heinrich Helmuth.
Deutsche Einwanderer aus Virginia richteten am 9. Januar 1794 eine Petition an das Repräsentantenhaus mit der Forderung, eine Sammlung von Gesetzen und Verordnungen in die deutsche Sprache zu übersetzen, um es Deutschen, die kein Englisch sprachen, zu erleichtern, die Gesetze ihrer neuen Heimat zu verstehen. Die Petition wurde zunächst von einem Ausschuss des Repräsentantenhauses unterstützt, am 13. Januar 1795 wurde ein Antrag, die Entscheidung dieser Frage zu vertagen, aber mit 42 zu 41 Stimmen abgelehnt. Der bilinguale Muhlenberg verweigerte die Unterstützung und nahm an der Abstimmung nicht teil, mit der Begründung, je schneller die Deutschen Amerikaner würden, desto besser.